# ناقل أحادي الأمين

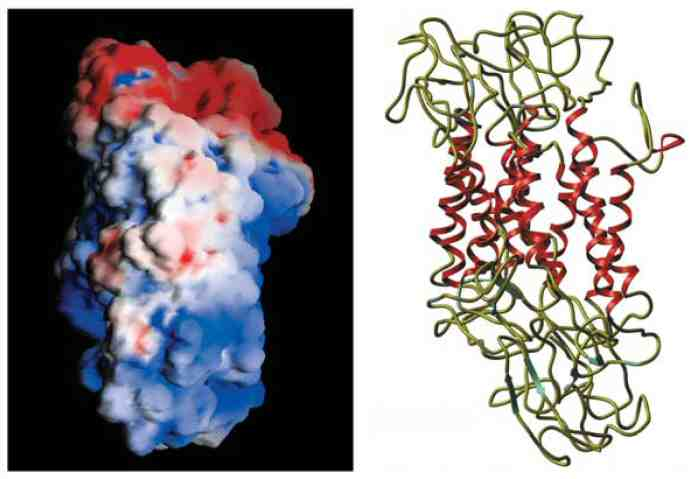
ناقل الدوبامين 6 (DAT-6)

نواقل أحادي الأمين (MATs) هي بروتينات غشائية مدمجة تعمل كناقلات تنظم تراكيز النواقل العصبية أحادية الأمين خارج الخلوية. توجد ثلاث فئات رئيسية هي: نواقل السيروتونين، نواقل الدوبامينن ونواقل النورإبينفرين وهي مسؤولة على استرداد النواقل العصبية الخاصة بها (سيروتونين، دوبامين، نورإبينفرين). تتموضع نواقل احادي الأمين خارج الشق المشبكي مباشرة (على الغشاء قبل المشبكي) وتنقل النواقل العصبية أحادية الأمين من الشق المشبكي إلى السيتوبلازم الخاص بالعصبون قبل المشبكي.
يحدث تنظيم نواقل أحادي الأمين عموما عبر فسفرة البروتين [الإنجليزية] وتعديلات ما بعد الترجمة. ونظرا لأهميتها في التأشيرات العصبية، غالبا ما تضاف نواقل أحادي الأمين للعقارات المستخدمة في معالجة الاضطرابات النفسية وكذلك لعقارات الاستخدام الترفيهي. تتنوع المركبات التي تستهدف نواقل أحادي الأمين من أدويةٍ مثل المجموعة المتنوعة من مضادات الاكتئاب ثلاثية الحلقات، مثبطات استرداد السيروتونين الانتقائية مثل فلوكسيتين (بروزاك) إلى الأدوية المنبهة مثل ميثيل فينيدات (ريتالين) والأمفيتامين في مختلف هيئاته (آديرال، دكسترين) ومشتقاته الميثامفيتامين (ديسوكسين) ولسدكسامفيتامين (فيفانس). فضلا عن ذلك، تمارس العقارات مثل مدما ("إكستاسي"، "مولي") والقلوانيات الطبيعية مثل الكوكاين تأثيراتها جزئيا عبر تآثراتها مع نواقل أحادي الأمين، عبر منع وتثبيط هذه النواقل من استرداد الدوبامين والسيروتونين ومختلف النواقل العصبية الأخرى من الشق المشبكي.

## الأنواع
توجد عدة أنواع مختلفة من ناقلات أحادي الأمين المتموضعة على الغشاء البلازمي، وكلها تنتمي إلى عائلة النواقل الغشائية العصبونية المتخصصة بركيزة معتمدة على Na+/Cl −.
- ناقل الدوبامين (DAT).
- ناقل السيروتونين (SERT).
- ناقل النورإبينفرين (NET).